# Yakult

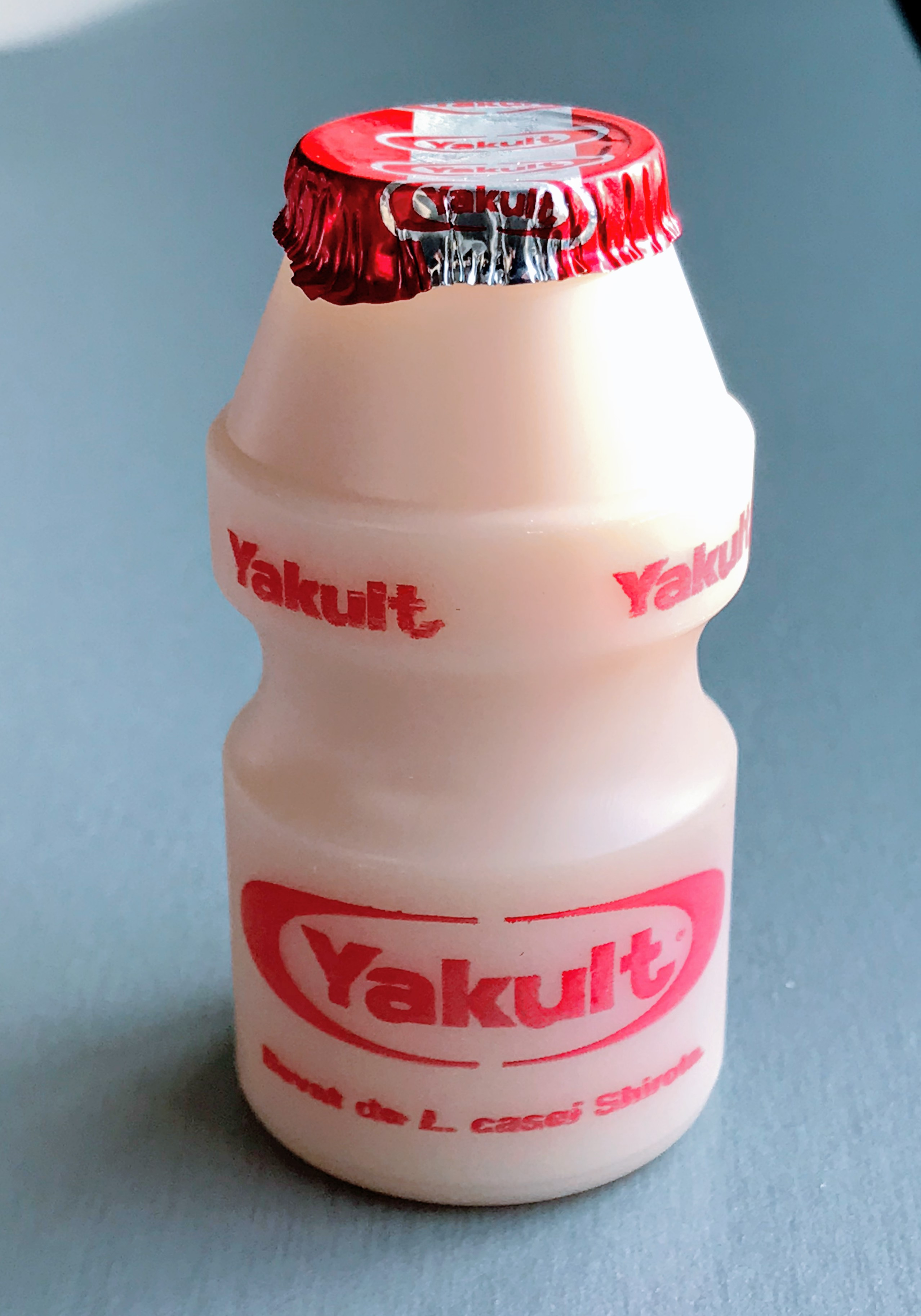

Yakult est une marque commerciale déposée pour une boisson lactée japonaise préparée à partir de lait de vache fermenté au Lactobacillus casei.
La souche de Lactobacillus casei utilisée a été découverte en 1935 par le docteur Minoru Shirota (1899-1982) au département de microbiologie de l'université impériale de médecine de Kyōto. Celle-là sera notamment rebaptisée souche « Shirota » en son honneur. Le Dr Shirota met rapidement au point une boisson lactée à base de la bactérie : Yakult. D'abord commercialisé à partir de son laboratoire, le produit conquiert peu à peu le marché, et en 1955 Yakult Honsha Co., Ltd. est finalement fondée.
En Europe, Yakult est distribué en Allemagne, Autriche, Belgique, Espagne, France, Irlande, Italie, Luxembourg, Pays-Bas, Royaume-Uni et Suisse.
En Inde, Yakult est commercialisée en coentreprise avec l'entreprise Danone.
En 2020, les ventes de Yakult sont propulsées dans le monde à cause du placement de produit réalisé dans la série de Netflix « À tous les garçons que j'ai aimés (To All The Boys I've Loved Before) ». Au même moment, la multinationale Danone, pour des raisons de rééquilibrage financier, décide de vendre ses parts (6,61%) dans la société nippone Yakult Honsha.

## Référence
1. ↑  Atlas des cuisines et gastronomies du monde, Gilles Fumey et Olivier Etcheverria, autrement, 2009
2. ↑  Saumya Prakash, « Yakult Danone: Spreading far and wide », Business Standard India,‎ 21 mai 2012 (lire en ligne, consulté le 22 janvier 2018)
3. ↑  Comment Netflix dope les ventes d'un yaourt à boire, sur le site Lesechos.fr.
4. ↑  Danone touche un montant colossal en sortant de Yakult au Japon, sur le site Capital.fr.